# Carmenta

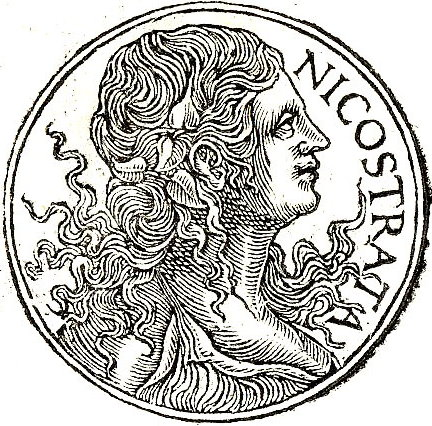
Carmenta-Nicostrata nel Promptuarii Iconum Insigniorum

Nella religione romana Carmenta (lat. Carmentis), o Nicostrata, era una delle dee Camene, ed era compresa nel gruppo dei Di indigetes.

## Mito

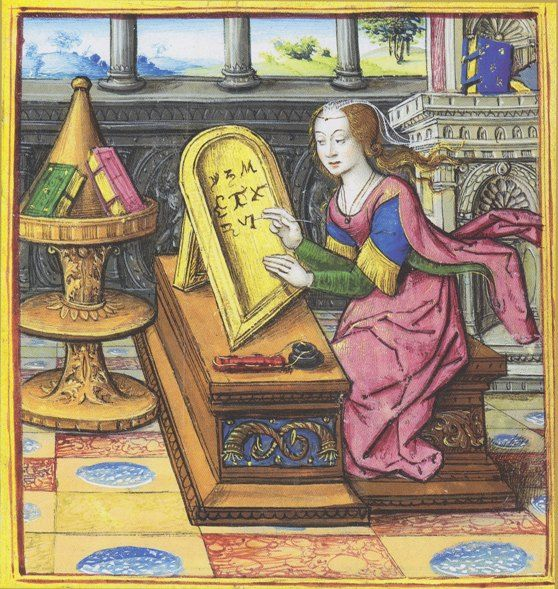
Carmenta sviluppa l'alfabeto latino in una miniatura di Jean Pichore (1504)

Nicostrata era una ninfa arcade, figlia del locale dio-fiume Ladone. Profetessa, si unì al dio Ermes (Mercurio per i romani) e generò Evandro, assieme al quale si sarebbe recata nell'antico Lazio, e più in particolare proprio nell'area ove poi sarebbe sorta Roma. Qui avrebbe ricevuto il nome latino di Carmenta, da carmen (canto, incantesimo, profezia) in accordo alle sue abilità profetiche. Avrebbe anche inventato l'alfabeto latino, adattandolo da quello greco.

## Culto
In epoca storica, Carmenta era venerata come dea della gravidanza e del parto e patrona delle levatrici. Veniva chiamata anche al plurale: Carmentes antevorta et postvorta ("che conosce il passato e che conosce l'avvenire"), aspetti della stessa dea che in seguito diverranno due figure distinte.
Il suo tempio a Roma, in cui era proibito indossare abiti ed oggetti di pelle, era sito presso la Porta Carmentalis, ai piedi del Campidoglio.
Iconograficamente veniva rappresentata con una corona di fave ai capelli e con un'arpa, a simboleggiare le sue capacità profetiche, con le quali prediceva il destino del neonato.
Al culto di Carmenta era preposto il flamine carmentale ed in suo onore, l'11 gennaio, si festeggiavano i Carmentalia.
A questi, successivamente, si aggiunse il 15 gennaio come secondo giorno di festa voluto dalle matrone romane per onorare la dea che le aveva favorite nella loro battaglia contro il Senato che aveva proibito loro l'uso delle carrozze. Per non essere costrette in casa o ad estenuanti camminate, le donne si coalizzarono negando ai propri mariti il piacere dei sensi finché le agitazioni e le proteste costrinsero il Senato a tornare sulle sue decisioni.